# Pete Dawkins
Peter Miller Dawkins (Royal Oak, 18 marzo 1938) è un ex giocatore di football americano e militare statunitense che ha giocato nel ruolo di halfback alla United States Military Academy con cui nel 1958 ha vinto l'Heisman Trophy, il massimo riconoscimento individuale a livello universitario.

## Carriera universitaria

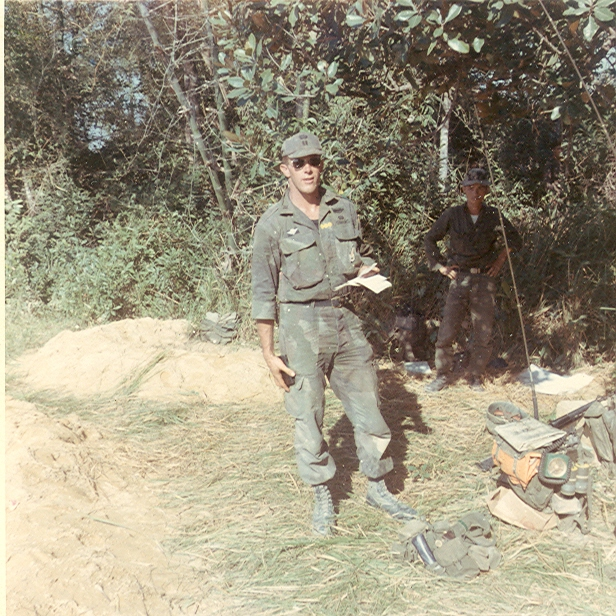
Dawkins in Vietnam nel 1968

Dawkins ottenne una borsa di studio alla Yale University ma scelse di frequentare l'Accademia Militare a West Point. Giocò con la squadra di football dal 1956 al 1958, venendo premiato nell'ultimo anno con l'Heisman Trophy e il Maxwell Award. Malgrado il successo nel college football optò per la carriera militare, combattendo nella Guerra del Vietnam dove fu decorato con la Bronze Star Medal.

## Palmarès
- Heisman Trophy - 1958
- Maxwell Award - 1958
- College Football Hall of Fame